# Бенсерад, Исаак де
Исаак де Бенсера́д (15 октября 1612, Лион-Лафоре — 19 октября 1691, Шантийи) — французский поэт при дворе Людовика XIV, драматург; ставился современниками в один ряд с Корнелем за благородство и чистоту языка. Поэт эпохи «жеманства», любимец общества отеля Рамбуйе, автор вычурных сонетов и рондо, трагедий и изящных либретто (в стихах) для балетов.

## Биография
Родился в Нормандии. В юности Исаак де Бенсерад начал изучать богословие в Сорбонне. Приобрёл известность своими написанными напыщенным слогом стихотворениями, по большей части эротического содержания. Увлёкся театром, и успех его первой трагедии «Клеопатра», представленной в театре Бургундский отель в 1636 г., полностью заставил его отказаться от мысли о церковной карьере. В течение долгого времени Бенсерад в сотрудничестве с композитором Ламбером, а позже с Люлли, создаёт 23 придворных балета (главный автор балета в то время — именно поэт). В зрелом возрасте сочинял дидактические рондо и басни. С 1674 года Исаак Бенсерад член Французской Академии.
Его наследие включает эпиграммы, стансы, сонеты, мадригалы, рондо, энигмы, эпитафии, вариации на темы «Метаморфоз» Овидия (1676) и басен Эзопа (1678), трагедии и комедии (в том числе «Iphis et Iante», 1674, по мотивам «Метаморфоз», где впервые во французской драматургии открыто упоминается женский гомосексуализм).

## Издания
- «Собрание сочинений» («Oeuvres», 2 т., 1697)[6]

## Память
Владислав Ходасевич посвятил Бенсераду одно из своих шуточных стихотворений 1935 г. («…О други! Два часа подряд / Склоняю слово: Бенсерад…»)